# Frederic Borràs
Frederic Borràs i Beltrán (Barcelona, 7 de desembre de 1885 - Barcelona, 1939) fou un dibuixant i il·lustrador.

## Biografia
Va néixer a Barcelona, fill de Francesc Borràs i Llinàs i d'Àngel Beltrán i Servat.
Com a dibuixant humorista col·laborà en la revista Papitu a partir de 1912 amb el pseudònim de Lotus. L'any 1919 Àngel Millà i Navarro crearia la revista infantil Fatty. Borràs il·lustraria la Biblioteca del mateix nom depenent de la revista. El seu dibuix era humorista exagerant les faccions i proporcions dels personatges.